# Nebivolol
El nebivolol es un fármaco betabloqueador altamente selectivo de los receptores adrenérgicos β1. Además de ser cardioselectivo,es decir, con acciones específicas en el corazón, el nebivolol induce la vasodilatación por óxido nítrico, mediante su efecto agonista sobre los receptores β3 del endotelio que estimulan la enzima óxido nítrico sintasa. Este mecanismo es diferente al que producen otros beta bloqueadores vasodilatadores como, por ejemplo, el carvedilol y el labetalol, los cuales producen este efecto mediante el bloqueo de los receptores alfa adrenérgicos.
En Europa, se ha aprobado su uso para pacientes con insuficiencia ventricular izquierda.

## Selectividad beta-1
En experimentos con tejido cardíaco, el nebivolol resultó ser el betabloqueador con la mayor selectividad por los receptores beta-1 del corazón, siendo aproximadamente 3,5 veces más beta-1 selectivo que el bisoprolol. Sin embargo, la receptividad hacia receptores del nebivolol tiene cierta complejidad y depende en la dosis administrada al paciente, así como el perfil genético de este. El nebivolol resulta altamente cardioselectivo a dosis de 5 mg. A dosis mayores de 10 mg, el nebivolol pierde su cardioselectividad y resulta bloqueante tanto de receptores β1 como β2. Por lo general, la dosis de inicio recomendada para el nebivolol es de 5 mg, en muchos pacientes se requieren dosis de hasta 40 mg para lograr el deseado nivel de presión arterial.

## Mecanismo de acción
El nebivolol se administra en forma de tabletas por vía oral, una vez al día, con o sin alimentos. Funciona al relajar los vasos sanguíneos y la disminución de la frecuencia cardíaca para mejorar el flujo sanguíneo y disminuir la presión arterial.